# Dump de banco de dados
Um dump (despejo) de banco de dados, ou database dump, contém um registro da estrutura de tabela e ou dados de um banco de dados, e normalmente está na forma de uma lista de declarações SQL. Um dump de banco de dados é muito usado para realização de cópia de segurança de um banco de dados, assim, seus conteúdos podem ser rearmazenados em caso de perda de dados. Bancos de dados corrompidos podem ser frequentemente recuperados pela análise do dump.
Desta forma, possuir ou realizar um dump do banco de dados é um processo importante na segurança das aplicações, protegendo os dados armazenados no banco de dados e sua estrutura de tabelas, e permitindo uma recuperação mais rápida do pleno funcionamento da aplicação e seus dados em casos de desastres. O dump do banco de dados, quando origina uma versão restaurável do banco de dados, permite uma maior proteção e segurança dos dados ali armazenados. Em casos de exclusão acidental dos dados, corrupção do banco de dados, problema com atualização de software, ou mesmo ameaças cibernéticas, o dump de banco de dados restaurável permite uma recuperação mais rápida dos dados. As situações em que possuir o banco de dados em um estado restaurável é importante são muitas: falha de energia, falha de hardware, ataques cibernéticos, desastres naturais, incêndio, terremotos, vandalismo e erro humano. 
A restauração do banco de dados, a partir de um dump restaurável, é o processo de transferência de dados para seu sistema principal ou centro de dados, permitindo sua recuperação em casos de desastre, falhas, ou ameaças cibernéticas. Além de seu uso em grandes organizações públicas e privadas e SaaS, dumps de bancos de dados também são publicados por software livre e projetos de conteúdo livre, para permitir reuso ou bifurcação de banco de dados. Para isso, é imprescindível que além dos dados também exista toda a estrutura do banco de dados, incluindo Functions, Views, Stored Procedures, Triggers, etc.
Hoje, o planejamento de recuperação de desastres através de dumps que permitem restauração dos dados e estruturas de tabelas é crucial para qualquer empresa, especialmente aquelas que operam parcial ou totalmente na nuvem e possuem operações denominadas essenciais ou críticas, tais como serviços de saúde, governo, e transportes. Desastres que interrompem o serviço e causam perda de dados podem ocorrer a qualquer momento sem aviso: a rede pode sofrer uma interrupção, um bug crítico pode ser liberado ou a empresa pode ter que enfrentar um desastre natural. A recuperação de desastres para sistemas é crítica para uma estratégia geral de continuidade de negócios. 
Como o processo de DUMP é realizado por meio de ferramenta disponibilizada pelo próprio Sistema Gerenciador do Banco de Dados (SGBD), ele não precisa de acesso ao código fonte, biblioteca e dependências externas do software utilizado pelos usuários finais, realiza-se o despejo dos dados com a finalidade de criar um backup e/ou transferência entre sistemas. No seu processo pode-se configurar quais objetos do banco de dados poderão estarem contidos no DUMP, tornando mais fácil o processo de reconstrução de um banco de dados. 
O dump não deve ser confundido com backup de banco de dados, apesar de, em alguns casos, ser utilizado para a mesma finalidade. DUMP é o processo, enquanto o backup é o resultado desse processo.

## Exemplo
```
-- Banco de dados

CREATE
 
DATABASE
 
`
exemplo
`
;

USE
 
`
exemplo
`
;

-- Estrutura de tabela para a tabela `usuarios`

CREATE
 
TABLE
 
`
usuarios
`
 
(

  
`
id
`
 
int
(
8
)
 
unsigned
 
NOT
 
NULL
 
AUTO_INCREMENT
,

  
`
nomedousuario
`
 
varchar
(
16
)
 
NOT
 
NULL
,

  
`
senha
`
 
varchar
(
16
)
 
NOT
 
NULL
,

  
PRIMARY
 
KEY
 
(
`
id
`
)

);

-- Dados para a tabela `usuarios`

INSERT
 
INTO
 
`
usuarios
`
 
VALUES
 
(
1
,
 
'alice'
,
'segredo'
),(
2
,
 
'bob'
,
'segredo'
);

```